# The King and I (musical)
The King and I és un musical, el cinquè de l'equip format per Richard Rodgers i Oscar Hammerstein II. Està basat en la novel·la Anna and the King of Siam, de 1944, de Margaret Landon, i deriva de les memòries d'Anna Leonowens, que esdevingué institutriu dels fills del Rei Mongkut de Siam a inicis de la dècada de 1860. La història tracta sobre les experiències de la professora britànica contractada arran de la intenció del rei de modernitzar el país. La relació entre el rei i Anna està marcada pel conflicte durant la major part de l'obra, així com per un amor que cap dels dos no és capaç d'expressar. El musical s'estrenà el 29 de març de 1951 al St. James Theatre de Broadway.
El 1950, l'advocat teatral Fanny Holtzmann cercava un paper per a la seva clienta Gertrude Lawrence. Holtzmann s'adonà que el llibre de Landon seria un vehicle ideal i contactà amb Rodgers & Hammerstein, els quals primer es mostraren refractaris, però que finalment acordaren escriure el musical. Els autors inicialment intentaren que Rex Harrison interpretés el paper (ja l'havia interpretat a l'adaptació cinematogràfica de 1946 feta del llibre de Landon), però Harrison no estava disponible, així que contractaren l'actor estatunidenc d'origen rus Yul Brynner.
El musical va ser un èxit immediat, ja que guanyà els Tonys a Millor Musical, Millor Actriu Protagonista de Musical (per a Gertrude Lawrence) i Millor Actor de Repartiment de Musical (per a Yul Brynner). Lawrence morí inesperadament d'un càncer un any i mig després de l'estrena, i el paper d'Anna va ser interpretat per altres actrius durant l'estada original a Broadway, que s'estengué durant 3 anys i 1.246 funcions. A continuació es feu una gira pels Estats Units i s'estrenà a Londres. El 1956 Yul Brynner guanyà un Oscar al millor actor per l'adaptació cinematogràfica i hi seguiren diverses reedicions. A inicis de la dècada de 1980, Bryner feu una llarga gira del musical pels Estats Units, que culminà a Broadway el 1985, poc abans de morir. Encara es feu una altra reedició el 1996, amb Lou Diamond Phillips fent de rei i Donna Murphy fent d'Anna; i encara una producció a Londres el 2000, amb Elaine Paige fent d'Anna i Jason Scott Lee fent de rei.

## Rerefons històric

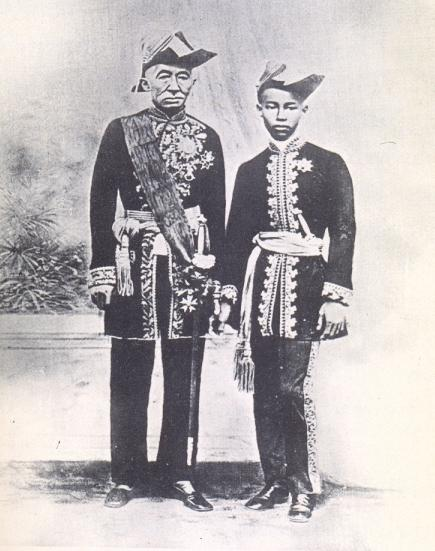
El Rei Mongkut amb el seu hereu: Príncep Chulalongkorn, ambdós amb uniforme naval.

El 1861, Mongkut, rei de Siam, va escriure al seu agent a Singapur, Tan Kim Ching, perquè li trobés una institutriu per als prínceps i infants reials. En aquells moments, la comunitat britànica de Singapur era petita i l'elegida va ser una nouvinguda, Anna Leonowens, que dirigia una llar d'infants a la colònia. Leonowens era filla d'un soldat de l'Exèrcit Indi i vídua d'un clergue i d'un propietari d'hotel, i havia arribat a Singapur dos anys abans, afirmant ser la vídua d'un oficial i explicant que la seva fosca aparença era a causa del seu origen gal·lès. Durant la seva vida aquesta impostura no va ser advertida.
Leonowens envià la seva filla, Avis, a estudiar a Anglaterra amb l'esperança que fos la dama que ella volia ser i s'embarcà destí a Bangkok amb el seu fill de 5 anys, Louis, a bord del Chao Prya, comandat pel capità Orton. El rei Mongkut havia tingut missioneres locals com a institutrius dels seus fills que aprofitaren l'oportunitat per fer proselitisme religiós, i per això contractà la dama anglesa. Leonowens inicialment demanà $150 mensuals en moneda de Singapur. Una segona demanda de Leonowens, la de viure a la comunitat missionera —o a prop— per tenir companyia occidental, causaren suspicàcies a Mongkut, que li remarcà en una carta: "no ens calen professors de cristianisme, car ja en tenim, d'aquests". El rei Mongkut i Leonowens van arribar a un acord: $100 mensuals i una residència propera al palau reial. En aquells moments els carrers de Bangkok eren canals, i Mongkut no volia haver d'encarregar-se del transport diari de la professora. La família Leonowens temporalment van viure com a convidats del primer ministre de Mongkut, i després que la primera casa es fes malbé, la família es traslladà a una casa de maons (les cases de fusta es malmetien molt ràpidament pel clima de Bangkok), al mateix costat del riu que el palau i a poca distància.
El rei Mongkot tenia 57 anys el 1861. Durant mitja vida havia estat monjo budista i havia demostrat ser un estudiós capaç i fundador d'un nou orde de budisme i un temple a Bangkok (pagat per son germà, el rei Jessadabodindra). Quan Jessadabodindra va morir el 1850, Mongkut esdevingué rei. Durant el període de devoció, Mongkut havia adquirit un estil de vida ascètic i un gran enteniment dels idiomes occidentals. Mongkut pujà al tron en un moment en què diversos països occidentals, així com comerciants americans, lluitaven pel domini del sud-est asiàtic; i els seus plans (que acabarien tenint èxit) per mantenir Siam com un estat independent comportaven que els seus hereus i l'harem es familiaritzessin amb les maneres occidentals.

## Concepció

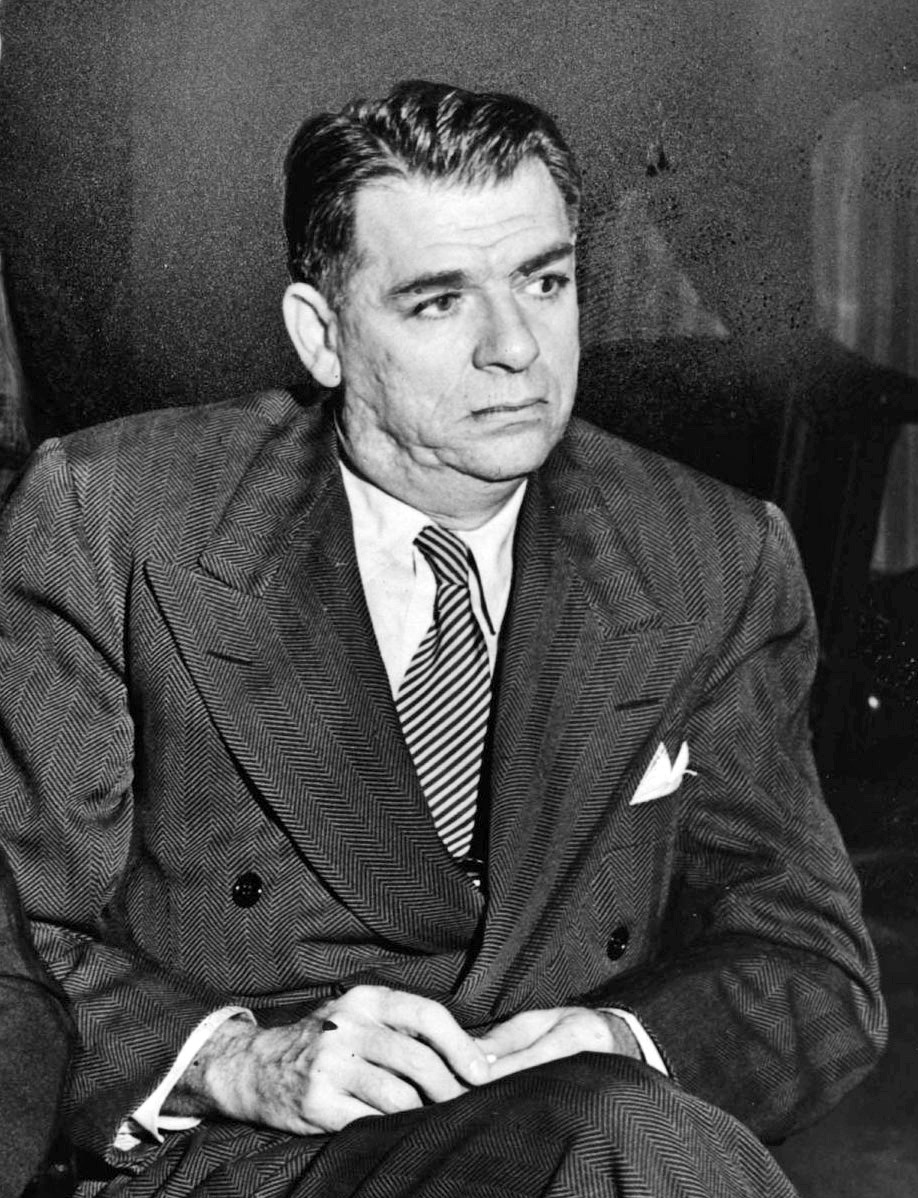
Oscar Hammerstein II

El 1950, l'advocada de Gertrude Lawrence, Fanny Holtzmann, buscava un nou projecte per a la seva clienta, quan l'agent William Morris va enviar-li el 1944 el llibre de Margaret Landon Anna and the King of Siam (una versió novel·lada de l'experiència de Leonowen). Segons el biògraf de Rodgers Meryle Secrest, Holtzmann estava preocupat perquè la carrera de Lawrence s'estava estancant. En qualsevol cas, Lawrence, d'ençà de 1943 que va fer Lady in the Dark, havia treballat més en obres de text que no pas en musicals. Holtzmann va estar d'acord que un musical basat en la vida d'Anna seria ideal per a Lawrence; i per això adquirí els drets per adaptar el llibre a l'escena. En un primer moment, Holtzmann volia que Cole Porter escrigués la partitura, però ell ho rebutjà. Llavors, Holtzmann volia dirigir-se a Noël Coward, però es trobà amb Dorothy Hammerstein (l'esposa d'Oscar) a Manhattan. Holtzmann va dir a Dorothy Hammerstein que volia que Rodgers i Hammerstein escriguessin una obra per a Lawrence, i que enviaria al seu marit un llibre. Tant Dorothy Rodgers and Dorothy Hammerstein tenien instruccions de passar tots aquests missatges als seus marits, i Dorothy Hammerstein va fer-ho. De fet, el 1944 totes dues esposes havien llegit el llibre, i urgien els seus marits perquè ho consideressin com un possible argument per a un musical.
A Rodgers i Hammerstein no els va agradar el llibre de Landon com a base per a un musical quan aquest va ser publicat, i encara mantenien la seva opinió. El llibre de Landon consistia en episodis, amb vinyetes de la vida de la cort siamesa, juntament amb descripcions de fets històrics. Els episodis eren inconnexos, llevat que el rei creava la majoria de les dificultats que apareixien a les vinyetes i Anna intentava resoldre-les. No podien trobar una història coherent amb què construir un musical. Van canviar d'idea, però van veure l'adaptació cinematogràfica de 1946, protagonitzada per Irene Dunne i Rex Harrison, i van veure com el guió havia unit els episodis del llibre. Van interessar-se més en la idea d'escriure una adaptació musical, però la parella es mostrà preocupada per la mateixa Lawrence. Rarament empraven estrelles del teatre per als seus treballs, preferien fer estrelles més que no pas contractar-les, i contractar la llegendària Gertrude Lawrence hauria estat molt car. Un altre problema era la veu de Lawrence: mai no havia tingut un gran registre vocal i el poc que tenia havia disminuït amb els anys. A més a més, cada vegada era més pronunciada una tendència a cantar pla. El temperament de Lawrence era un altre problema, ja que encara que no podia cantar com una diva, sí que tenia tot el seu caràcter. Malgrat tot això, admiraven la seva activitat i la seva presència a l'escenari, que Hammerstein anomenava la seva "llum màgica", la convertiren en una força impulsadora en escena, i acordaren d'escriure l'obra. Per la seva banda, Lawrence acordà seguir en el projecte fins a l'1 de juny de 1953, i rebutjà els usuals drets de veto sobre el repartiment i el director, deixant el control en mans dels dos autors.
Hammerstein trobà la "porta d'entrada" de l'obra a Londres en la narració de Landon sobre un esclau a Siam escrivint sobre Abraham Lincoln. Això es convertiria en la narració de ball, "The Small House of Uncle Thomas". Com que qualsevol sentiment romàntic entre el rei i Anna no es podria reconèixer en una cançó, Hammerstein creà la parella secundària, Lun Tha i Tuptin. Al llibre de Landon la relació és entre Tuptin i un sacerdot, i no és romàntic. El canvi més radical des del llibre era que el rei morís al final de l'obra tot i que en un guió previ als assaigs, no quedava clar si el rei moria o no. En una entrevista al The New York Times, Hammerstein indicà que havia escrit la primera escena abans d'anar-se'n a Londres per a la producció del West End de Carousel a mitjans de 1950; i una segona escena va ser escrita a la capital britànica.
Hammerstein originàriament tenia una concepció molt diferent de l'escena de "Shall We Dance?", tot i que encara tocava l'amor inconfés entre el rei i Anna, d'acord amb guions anteriors:
| « | Anna intenta explicar la idea occidental de l'amor d'un home envers una dona. Això introduirà una nova cançó, que serà l'intent d'Anna per descriure un amor romàntic totalment aliè a la idea de les relacions entre home i dona que té el rei. En aquesta part de la cançó, els arguments lògics del rei contra la monogàmia sentimental ha de ser quelcom difícil per respondre. Només pot caure en el fet que al món occidental aquesta visió que a ell li sembla tan absurda i impossible té lloc a cada moment, i un home i una dona s'enamoren i creuen l'altre és l'única persona que hi ha al món. Al final de la cançó, mentre ell no admet que ha quedat convençut, és aparent que la troba molt atractiva i que, d'alguna manera, pot sentir aquest impuls il·lògic, tot i que vagament. | » |

Ambdós autors van tenir problemes sobre com representar pròpiament la música i la llengua tailandesa. Rodgers, que havia experimentat amb música asiàtica al musical de 1928 amb Lorenz Hart, Chee-chee
, no volia emprar la música tailandesa real, la qual potser no agradaria al públic. En canvi, donà a la seva música un to exòtic evitant melodies asiàtiques autèntiques. Rodgers i Hammerstein necessitaven decidir com representar el tailandès. Van decidir que els personatges haurien de parlar en thai, que la parla es transmetria mitjançant sons musicals, fets per l'orquestra. Per a la parla del rei, Hammerstein desenvolupà una manera de parlar abrupta i emfàtica que no feia servir articles, com succeeix en moltes llengües orientals. La contundència de la parla del rei en reflecteix la personalitat. Aquesta manera de parlar va mantenir-se fins i tot quan canta, especialment en el solo "A Puzzlement". Amb Rodgers al llit amb problemes a l'esquena, Hammerstein completà la majoria del llibret abans que diverses cançons tinguessin música.
Hammerstein contactà immediatament amb l'escenògrafa Jo Mielziner i amb la dissenyadora de vestuari Irene Sharaff per preguntar-los si començarien a treballar conjuntament. Sharaff contactà amb Jim Thompson, un americà que havia fet reviure la indústria de la seda tailandesa després de la II Guerra Mundial. Thompson envià a Sharaff mostres de seda tailandesa i imatges de vestits locals de mitjan segle xix. Una d'aquestes fotografies, que mostrava una dona amb un vestit occidental, inspirà la cançó "Western People Funny", que cantava la principal esposa del rei, Lady Tianh, vestida amb un vestit occidental. El productor Leland Hayward, que ja havia treballat amb ells a South Pacific, s'adreçà al coreògraf Jerome Robbins perquè dirigís "The Small House of Uncle Thomas". Robbins es mostrà molt entusiasmat amb el projecte, i demanà coreografiar la resta de números, tot i que Rodgers i Hammerstein ho havien considerat innecessari, ja que no havien planejat cap altre ball significatiu. Un cop contractat, Robbins feu "The Small House of Uncle Thomas" com una funció íntima, amb una gran producció més que no pas com un número qualsevol. La coreografia de la desfilada dels nens del rei per trobar-se amb la professora ("March of the Royal Siamese Children") va obtenir grans aplaudiments. Robert Russell Bennett en va fer les orquestracions.
Tots dos autors havien contemplat una escena del primer acte entre Anna i les esposes del rei. Hammerstein trobà molt difícil d'escriure la cançó d'aquesta escena. Creia que Anna volia dir a les esposes quelcom sobre el seu passat, i escrigué una lletra com "I was dazzled by the splendor / of Calcutta and Bombay" ("Estava enlluernada per la resplendor / de Calcuta o Bombai") i "The celebrities were many / and the parties very gay/ (I recall a curry dinner / and a certain Major Grey" ("Les celebritats eren moltes / i les parts molt alegres / recordo un sopar de curri / i un tal Major Grey"). Però Hammerstein decidí d'escriure com se sentia Anna, amb una cançó en què, a més a més d'explicar-ne el passat, serviria de vincle amb Tuptin i de base del conflicte que devastaria la relació que tenia amb el rei."Hello, Young Lovers", la cançó resultant, va ser el treball de cinc setmanes esgotadores per a Hammerstein. Finalment envià la lletra a Rodgers per missatger i n'esperà la reacció. No hi va haver resposta. Hammerstein considerava la cançó la seva millor feina i frisava per sentir què en pensava Rodgers, però encara no obtenia cap resposta de Rodgers. L'orgull va fer que no li ho preguntés. Finalment, després de quatre dies, tots dos estaven parlant per telèfon sobre altres coses, i, al final de la conversa, Rodgers comentà, com de passada, que la lletra estava bé. Josh Logan, amic de Hammerstein, que havia treballat amb ell a South Pacific, es trobà amb Hammerstein —que generalment era impertorbable— molt molest, i el lletrista bolcà els seus sentiments a Logan. Fou una de les escasses ocasions en què Rodgers i Hammerstein no anaren a una.

## Càstings i assajos
Tot i que el personatge del rei era només un paper secundari per a l'Anna de Lawrence, Hammerstein i Rodgers opinaven que era essencial que un actor de teatre ben conegut interpretés el paper. La tria lògica era Rex Harrison, que havia fet de rei a la pel·lícula, però ja estava compromès, igual que Noël Coward. Alfred Drake, el Curly original a Oklahoma!, va fer unes demandes econòmiques massa elevades. A darrera hora, trobar un actor perquè fes de rei esdevingué una gran preocupació. Mary Martin, la Nellie Forbush original a South Pacific, suggerí que el seu company a la producció de 1946 de Lute Song fes la prova per al paper. Rodgers posteriorment recordaria l'audició d'un actor estatunidenc d'origen rus, Yul Brynner:

Van dir el nom del primer home i va sortir, deixant ben palesa la seva incipient calvície; va seure a terra amb les cames plegades i fregant les cordes d'una guitarra començà a cantar en un idioma no identificat. Tenia un aspecte salvatge, sonava feréstec i no hi havia cap dubte que projectava una sensació ferotge controlada. Quan va llegir el seu paper tornà a impressionar-nos per l'autoritat i la convicció; i Oscar i jo vam mirar-nos i vam dir, "Bé, ja el tenim".

Brynner, però, després diria sobre la narració de Rodgers que era "molt pintoresca, però totalment esbiaixada". Va explicar que era un director de televisió consolidat i que dubtava sobre tornar a l'escenari. Mary Martin, la seva esposa i agent, va declarar que finalment el van convèncer perquè llegís el guió de treball de Hammerstein, i quan ho va haver fet, va quedar fascinat pel personatge del rei i volgué implicar-se en el projecte.
Els preparatius previs als assaigs començaren a la tardor de 1950. Hammerstein havia volgut que Logan col·laborés en la direcció i redacció del llibret, tal com havia fet a South Pacific, però quan Logan ho declinà, Hammerstein decidí d'escriure'l ell tot sol. En lloc de Logan, contractaren John van Druten com a director, que havia treballat amb Lawrence anys abans. Sharaff va dir que "el final del primer acte de "The King and I" mostrarà Miss Lawrence, Mr. Brynner, i un vestit de festa de setí rosa." L'escenografia de Mielziner era la més simple dels quatre musicals de Rodgers i Hammerstein en què havia treballat, amb un decorat principal (el saló del tron), diversos decorats (del vaixell i de la cambra d'Anna, per exemple) i tot l'escenari net per a "The Small House of Uncle Thomas".

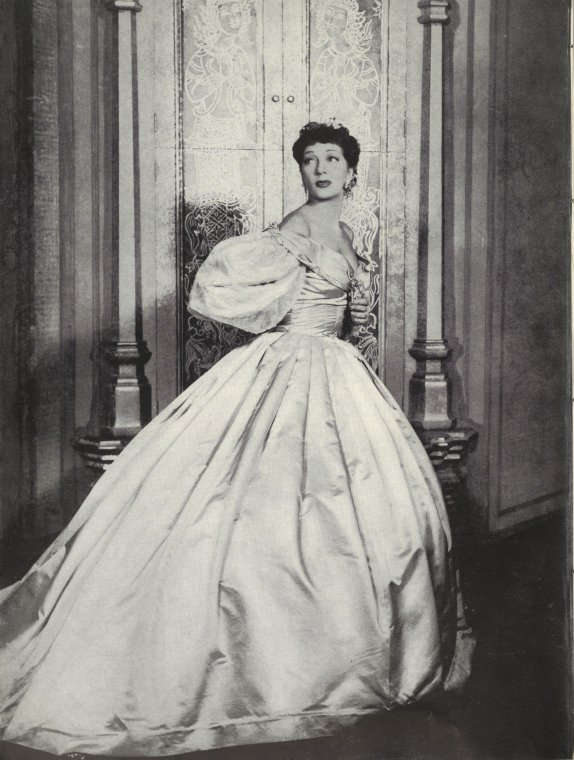
Gertrude Lawrence com Anna, amb el vestit del ball

El muntatge estava pressupostat en $250,000 (equivalent a $2.240.000 del 2012), cosa que la convertia en la producció més cara de Rodgers i Hammerstein fins aquell moment, provocant algunes bromes que fins i tot superava el seu car fracàs Allegro. Entre els nous inversors hi havia Josh Logan, Mary Martin, Billy Rose i Leland Hayward. Els nens que interpretarien els joves prínceps i princeses eren d'una àmplia varietat ètnica, però cap no era tailandès. Alguns dels que van ser contractats durant l'estada de la funció eren porto-riquenys o italians. Johnny Stewart va ser el "príncep Chulalongkorn" original, però abandonà el muntatge només 3 mesos després i fou substituït per Ronnie Lee. Sandy Kennedy va ser "Louis" i Larry Douglas interpretà a "Lun Tha".
Poc abans que els assaigs comencessin, el gener de 1951, Rodgers tenia la primera "Tuptim", Doretta Morrow, cantant tota la partitura a Lawrence, incloent-hi les cançons de Lawrence. Lawrence escoltà calmada, però, quan es trobaren Rodgers i Hammerstein l'endemà, saludà el lletrista educadament, però tractà Rodgers amb fredor, en veure la reacció del compositor —segons hom suposà— per les seves deficiències vocals. Malgrat tot, els dubtes que poguessin tenir Hammerstein i Rodgers cap a Lawrence s'esvaïren per la força de la seva actuació. James Poling, un reporter de Collier's que va poder assistir als assaigs, va escriure sobre Lawrence assajant "Shall I Tell You What I Think of You?":
| « | Es va plantar al centre de l'escenari buit per assajar, amb un arc de mussolina brut sobre els pantalons i una jaqueta vella sobre les espatlles per escalfar-se. Començà silenciosament al punt "Your servant! Your servant! Indeed I'm not your servant!". Llavors construí gradualment l'escena, lenta però poderosament, en un gran crescendo, fins que acaba de bocaterrosa a terra, cridant enfurismada: "Granotes! Granotes! Tot el teu poble són granotes!". Quan acabà, tots els que eren al teatre feinejant esclataren en un aplaudiment d'admiració. | » |

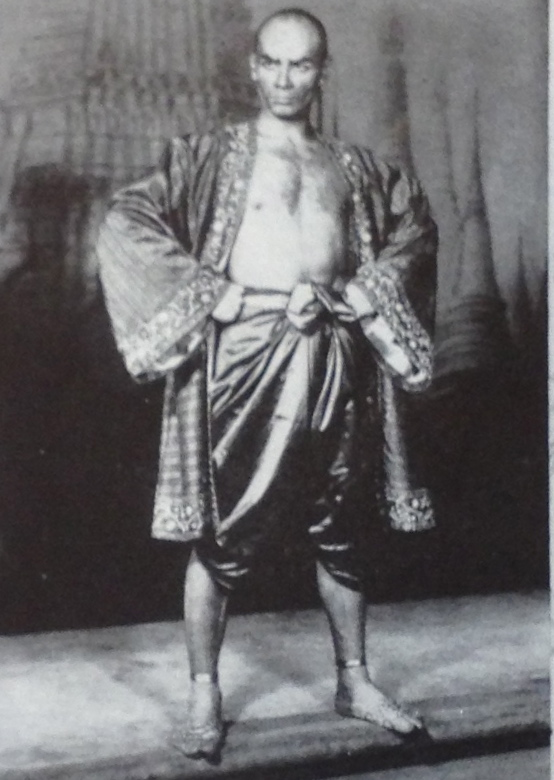
Yul Brynner com el Rei

En la seva primera trobada amb Sharaff, Brynner, només tenia una franja de cabell i per això li proposà que s'afaités el cap. A Brynner l'horroritzà la idea i s'hi negà, convençut que en resultaria una imatge terrible. Finalment es rendí durant els assaigs, però es posà un maquillatge fosc al cap afaitat. L'efecte va ser tan ben rebut que acabaria esdevenint la principal característica de Brynner. La salut de Lawrence va fer que es perdés bastants assaigs, encara que ningú no semblava adonar-se de com estava de malament. Quan començaren les proves a New Haven, Connecticut el 27 de febrer de 1951, l'espectacle durava prop de 4 hores. Lawrence, que patia de laringitis, va perdre's l'assaig de vestuari, però aconseguí fer la primera funció amb públic. La crítica de Variety constatà que malgrat la seva recent malaltia "s'esmuny, actua, i en general s'exhibeix molt bé en diverses facetes per entretenir", però la crítica del Philadelphia Bulletin observà que "la seva ja prou migrada veu és cada vegada més escassa". Leland Hayward va anar a veure el show a New Havej, i sorprengué Rodgers amb el consell de tancar abans de seguir. Rodgers no va seguir el consell, però quan l'espectacle anà de New Haven cap a Boston per a més prèvies, encara era 45 minuts massa llarg. Gemze de Lappe, que era un dels ballarins, recordà una escena que ella lamentà que es tallés:
| « | Van fer una escena meravellosa. La primera entrada a palau de Mrs. Anna ve amb una cançó en què ella canta "Over half a year I have been waiting, waiting, waiting, waiting, waiting, waiting outside your door." Al final apunta amb el para-sol cao a ell, o una cosa així, i el rei diu "Que li tallin el cap" o una cosa així, i els eunucs l'agafen per emportar-se-la. El rei diu "Qui, qui, qui?", amb gran satisfacció, i veu que havia fet fora la professora anglesa. Per tant, diu "Porteu-me-la aquí altra vegada!", i ella entra... ens va encantar a tots. | » |

La cançó tallada, "Waiting", era un trio entre Anna, el rei i el Kralahome. El Kralahome també va perdre el seu únic solo, "Who Can Refuse?". Sense poder cantar cap nota, Mervyn Vye abandonà l'obra i fou substituït per John Juliano. "Now You Leave", una cançó per a Lady Thiang, creada per Dorothy Sarnoff, també va ser retallada. Després de les retallades, el duo creia que al final del primer acte li faltava quelcom. Lawrence suggerí que escriguessin una cançó per a ella i els nens. Mary Martin els recordà una cançó que havia estat retallada de South Pacific, "Suddenly Lucky"; la seva melodia serví per a "Getting to Know You". "Western People Funny" i "I Have Dreamed" també van ser afegides a Boston.

## Argument

### I acte
Bangkok, Siam. 1862. Una mestra d'escola vídua i amb molta voluntat, Anna Leonowens, arriba a petició del rei de Siam perquè faci de professora dels seus fills. Louis, el fill petit d'Anna, té por davant l'aspecte sever del Kralahome, el primer ministre del rei, però Anna es nega a sentir-se intimidada ("I Whistle A Happy Tune"). El Kralahome ha vingut per escortar-la fins a palau, on s'espera que ella visqui; és un incompliment del contracte d'Anna, segons el qual ella havia de disposar d'una casa pròpia. Es planteja de tornar a Singapur a bord del mateix vaixell que l'ha portat fins allà, però finalment desembarca amb Louis i el Kralahome.
Passen diverses setmanes durant les quals Anna i Louis estan confinats en les seves cambres a palau. El rei rep un regal del rei de Birmània: una esclava molt maca anomenada Tuptim, perquè sigui una de les seves esposes. L'ha acompanyada Lun Tha, inicialment per copiar el disseny d'un temple, però tots dos estan molt enamorats. Tuptim queda sola, i declara que el rei pot posseir-la, però que mai no tindrà el seu cor ("My Lord and Master"). El rei concedeix a Anna la seva primera audiència. La professora és part del seu pla per a la modernització de Siam i queda impressionat en adonar-se que ella ja ho sap. Anna se li queixa de la manca de casa, però no li fa gens de cas i li ordena que parli amb les seves esposes, les quals s'hi resultaran interessades, i ella esmenta el seu marit, Tom ("Hello, Young Lovers"). El rei li presenta els que seran els seus pupils: Anna ha de fer classes als prínceps i princeses, unes quantes dotzenes de criatures que entren en processó ("March of the Royal Siamese Children"). Anna queda encantada amb la mainada i la formalitat es desfà després de la cerimònia quan la canalla es llancen al voltant d'ella.

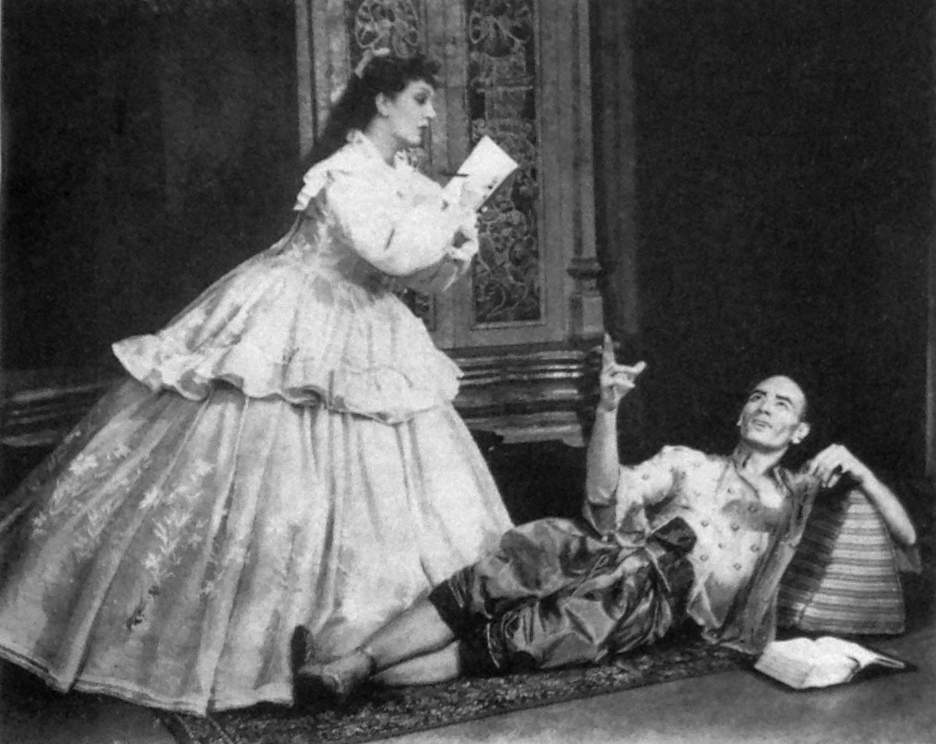
El Rei dictant la carta a Anna

Anna no es rendeix en la qüestió de la casa i ensenya als nens proverbis i cançons que lloen les virtuts de la vida casolana, davant la irritació del rei, el qual ja té prou preocupacions com per a haver de barallar-se amb la professora, i es pregunta per què el món ha esdevingut tan complicat ("A Puzzlement"). La mainada i les mullers treballen intensament aprenent anglès ("The Royal Bangkok Academy"), i queden sorpresos quan veuen en un mapa com és de petit Siam en comparació amb el món sencer ("Getting to Know You"). Hi ha un esvalot quan el príncep hereu Chulalongkorn, es nega a creure's el mapa, i el rei entra en una classe amb un gran xivarri. Ordena als nens que obeeixin la mestra, però lamenta les classes que fa sobre la "llar". Aleshores Anna insisteix en el que diu el seu contracte, i amenaça el rei d'abandonar Siam, encara que dolgui als nens i a les esposes. El rei li ordena obeir, car és "la seva serventa"; ella repudia el terme i se'n va. Aleshores el rei, a contracor, desmunta l'escola i també se'n va. Lun Tha s'apropa a Tuptim, i reflexiona sobre la impossibilitat del seu amor ("We Kiss in a Shadow").
A la cambra, Anna rememora la confrontació amb el rei, cada cop més airada ("Shall I Tell You What I Think of You?"). Lady Thiang, la principal esposa del rei, diu a Anna que el rei està preocupat per les notícies que diuen els britànics el consideren un bàrbar, i que volen convertir Siam en un protectorat. Anna queda sorpresa per les acusacions (el rei practica la poligàmia, però no és un bàrbar), però dubta de veure'l després de la disputa que han tingut. Lady Thiang la convenç que el rei mereix suport ("Something Wonderful"). Anna va a veure'l i el troba frisós per reconciliar-se, i ella, malgrat tot el que s'ha esdevingut, accepta de fer les paus. El rei li parla dels al·legats dels britànics i li fa saber que han enviat un ambaixador a Bangkok per avaluar la situació. Anna diu que "suposa" (fa servir aquest verb perquè és l'única manera amb què el rei accepta consells) que el rei rebrà l'ambaixador en un estil europeu i que les esposes vestiran a la manera europea. Tutptim ha estat escrivint una obra basada en La cabana de l'oncle Tom, que podria representar-se als convidats. Els britànics anuncien l'arribada molt abans del que a la cort pensaven, i Anna i les esposes es passen la nit treballant perquè tot estigui a punt. El rei reuneix tota la família per fer una pregària budista per a l'èxit de l'esdeveniment i promet davant Siddharta Gautama que Anna tindrà casa pròpia.

### II acte

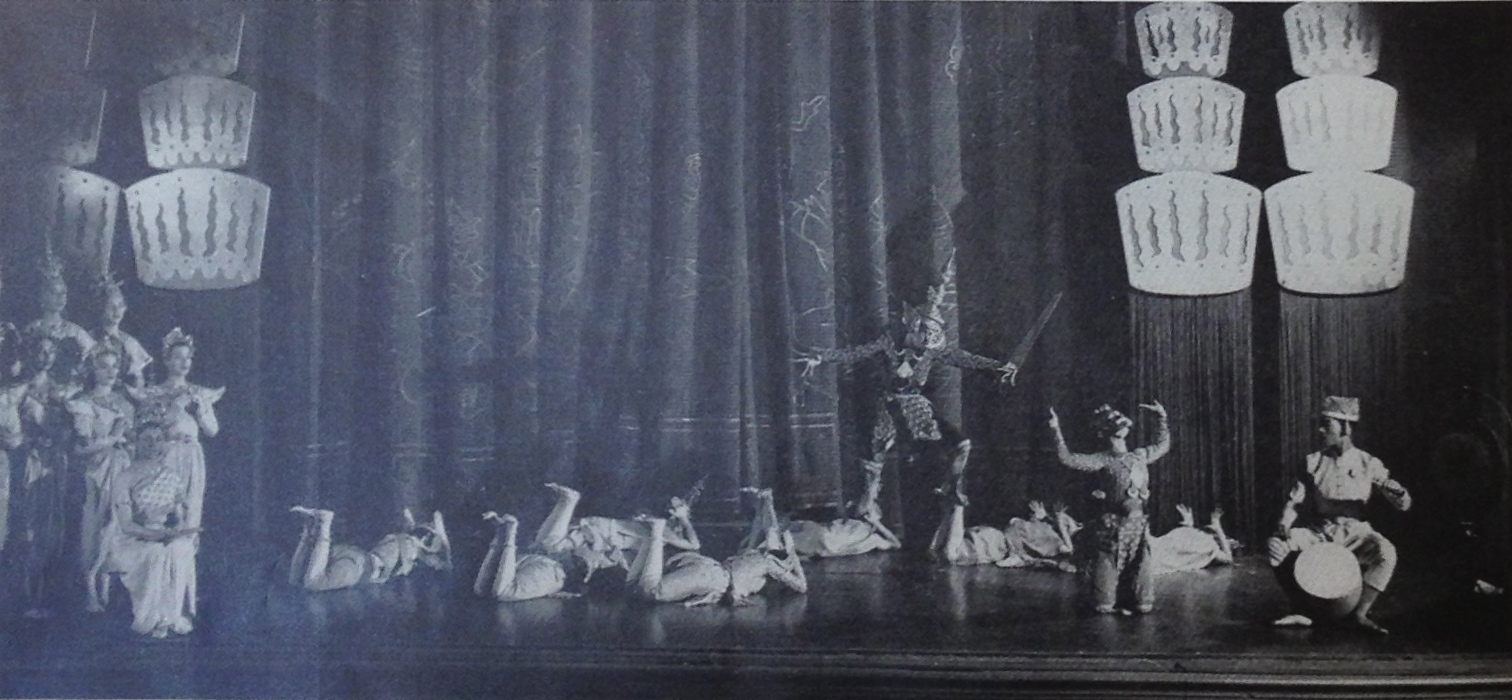
"Small House of Uncle Thomas"

Les esposes del rei esperen l'ambaixador britànic i porten vestits europeus, que troben que les engavanyen ("Western People Funny"). Amb les presses dels preparatius resulta que no han tingut en compte la qüestió de la roba interior, i les esposes pràcticament no porten res sota els vestits. Quan l'ambaixador britànic, Sir Edward Ramsay, arriba i se les mira a través d'un monocle, i s'espanten perquè els sembla que és "l'ull del mal", s'aixequen les faldilles per sobre el cap alhora que fugen, però Sir Edward és diplomàtic amb l'incident. Quan el rei se'n va, resulta que Sir Edward és un vell amic d'Anna, i mentre ballen en record dels vells temps, Edward li demana que torni a la societat britànica. El rei torna i recorda irritat que el ball és per a després del sopar. Mentre es fan els preparatius per a la funció, Tuptim s'esmuny un moment per trobar-se amb Lun Tha i li diu que té un pla per fugir: ella ha d'estar a punt per sortir després de la funció ("I Have Dreamed"). Anna se'ls troba, i ells es confien en ella ("Hello, Young Lovers", reprise). L'obra ("Small House of Uncle Thomas") és presentada amb l'aparença d'un ball tradicional siamès. Tuptin fa de narradora i dramatitza el malvat rei Simon de Legree i els esforços de l'esclava Eliza per obtenir la llibeetat. Eliza és salvada per Buda qui, després que Eliza hagi travessat miraculosament el gel perseguida pel rei Simon, fa que el gel es desglaci i ofegui el rei esclavista. El missatge antiesclavista és clar.

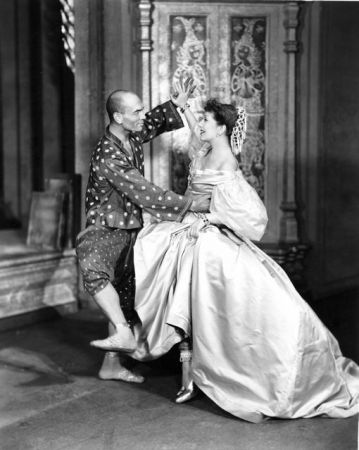
"Shall We Dance?"

Després de l'obra, Sir Edward diu que l'amenaça britànica s'ha esvaït. El rei, però, està distret per l'obra i perquè està enutjat amb Tuptim. Sir Edward se'n va, i Anna i el rei expressen la satisfacció per com ha anat la vetllada. Aleshores ell li regala un anell. La policia secreta informa que Tuptim ha desaparegut. El rei s'adona que Anna sap alguna cosa; ella eludeix la seva pregunta indicant-li que no hauria d'amoïnar-s'hi: Tuptim simplement és una dona més per a ell. El rei està encantat i Anna finalment està entenent la perspectiva siamesa. Aleshores ella intenta explicar-li el festeig occidental, i li explica el que és per a una dona un ball de gala ("Shall We Dance?"). Ell li demana que l'ensenyi a ballar, i el ball és interromput pel Kralahome. Tuptim ha estat capturada, i segueixen buscant Lun Tha. El rei està decidit a interrogar i a castigar Tuptim, encara que ella nega que ella i Lun Tha siguin amants. Anna intenta dissuadir-lo, i ell mateix agafa el fuet per posar a prova l'autoritat que té. Sota la mirada d'Anna, però, és incapaç de fer-lo servir. Lun Tha ha estat trobat mort, i mentre la fan fora Tuptim diu xisclant que vol unir-se amb ell a la mort. Anna torna l'anell al Kralahome i ambdós expressen l'opinió que tant de bo Anna mai no hagués anat a Siam.
Passen diversos mesos. Anna ha fet les maletes i està a punt d'embarcar-se per abandonar Siam. Chulalongkorn arriba amb una carta del rei, que no ha pogut resoldre el conflicte que el turmenta i s'està morint. Anna corre als peus del llit i el perdona. El rei insisteix que accepti l'anell i la convenç perquè es quedi per ajudar el nou rei, Chulalongkorn. El rei diu a Anna que prengui dictat del príncep, i diu al noi que doni ordres com si ja fos rei. El príncep ordena el final del costum de fer reverències, al qual Anna s'havia oposat. El rei no està d'acord amb aquesta decisió, però l'accepta. Mentre el príncep prescriu una salutació molt menys pedant per mostrar respecte al rei, el seu pare mor silenciosament. Anna s'agenolla i sosté la mà del rei mort i la besa, mentre que les esposes i els nens s'inclinen i fan una reverència, en un gest de respecte al rei vell i al nou.

## Papers principals i actors notables que l'han realitzat
| Personatge            | Descripció                                                                          | Repartiment original de Broadway | Intèrprets notables                                                                                        |
| --------------------- | ----------------------------------------------------------------------------------- | -------------------------------- | --- |
| Anna Leonowens        | Una vídua britànica, que es troba a Siam per ensenyar els prínceps i infants reials | Gertrude Lawrence                | Celeste Holm, Valerie Hobson, Constance Towers, Marie Osmond, Donna Murphy, Patricia Morison, Elaine Paige |
| El rei                | El rei de Siam, Mongkut a la vida real                                              | Yul Brynner                      | Lou Diamond Phillips, Herbert Lom                                                                          |
| Lady Thiang           | L'esposa principal del rei                                                          | Dorothy Sarnoff                  | Patricia Neway                                                                                             |
| Lun Tha               | Un estudiant birmà, enamorat de Tuptim                                              | Larry Douglas                    | Jose Llana                                                                                                 |
| Tuptim                | Una esclava birmana portada a Siam perquè sigui una de les esposes del rei          | Doretta Morrow                   | Joy Clements, Lee Venora, June Angela, Patricia Welch                                                      |
| Príncep Chulalongkorn | El fill gran del rei i hereu                                                        | Johnny Stewart                   | Sal Mineo                                                                                                  |
| El Kralahome          | Primer ministre del rei                                                             | John Juliano                     | Martin Benson, Randall Duk Kim                                                                             |
| Louis Leonowens       | El fill d'Anna                                                                      | Sandy Kennedy                    | |

## Cançons
| I Acte - Overture – Orchestra - I Whistle a Happy Tune – Anna i Louis - My Lord and Master – Tuptim - Hello, Young Lovers – Anna - March of the Royal Siamese Children – Orquestra - A Puzzlement – Rei - The Royal Bangkok Academy – Anna, Esposes i Nens - Getting to Know You – Anna, Esposes i Nens - We Kiss in a Shadow – Tuptim i Lun Tha - A Puzzlement (Reprise) – Louis i Príncep Chululongkorn - Shall I Tell You What I Think of You? – Anna - Something Wonderful – Lady Thiang - Buddhist Prayer/Act I finale – Rei i Companyia | II Acte - Intermezzo – Orquestra - Western People Funny – Lady Thiang i Esposes - I Have Dreamed – Tuptim i Lun Tha - Hello, Young Lovers (Reprise) – Anna - The Small House of Uncle Thomas (Ballet) – Tuptim i Esposes - Song of the King – Rei i Anna - Shall We Dance? – Anna i el Rei - I Whistle a Happy Tune (Reprise) – Anna |

## Produccions

### Producció original de Broadway
The King and I s'estrenà a Broadway el 29 de març de 1951, amb una àmplia expectativa d'èxit. Tant Hammerstein com Rodgers admeteren estar amoïnats. El compositor va queixar-se que a la majoria de la gent no li importava si l'obra era bona, sinó si era millor que South Pacific. Fins i tot el temps cooperà, i la forta pluja s'aturà uns minuts abans que pugés el teló, la qual cosa va permetre que la reialesa de Broadway arribés seca al St. James Theatre. Margaret Landon, autora del llibre en què es basava el musical, no va ser convidada a l'estrena. Brynner va fer una funció molt destacada, pràcticament robant tot l'espectacle. Lawrence sabia que la companyia estava nerviosa per la seva actuació a causa de la seva malaltia. Com Van Druten va descriure sobre la funció d'estrena, "Ella va sortir a l'escenari amb una qualitat nova i enlluernadora, com si se li hagués concedit una potència extra a la seva llum d'escena. Estava radiant i meravellosa". Les crítiques excel·lents van aixecar l'ànim de Lawrence, i auguraren que faria d'Anna molt de temps, primer a Broadway, després a Londres i després a la pel·lícula. Lawrence guanyà un Premi Tony per la seva interpretació, mentre que Brynner guanyà el de Millor Secundari. La producció guanyà el de Millor Musical, i els dissenyadors Mielziner i Sharaff també el guanyaren.
De Lappe recordava el contrast entre la indiferent veu de Lawrence mentre cantava i la força de la seva interpretació:
| « | Solia sentir Gertrude Lawrence pel sistema de megafonia des dels vestuaris cada nit, i arribava a una nota i cantava per sota d'ella. La nit després que jo deixés l'obra per anar a "Paint Your Wagon", Yul Brynner em va donar dues entrades i la vaig veure des de la platea i em vaig quedar impressionat. Tenia la qualitat d'una estrella, no t'importava si cantava fora de to. Era més que dominar l'escenari. Noi, va ser tota una lliçó per a mi. | » |

Lawrence encara no havia descobert que s'estava morint de càncer de fetge, i la seva condició ja afeblida va exacerbar-se per les exigències del seu paper. Amb 52 anys havia de portar vestits que pesaven 30 kg, mentre caminava o ballava 6 km durant una funció de 3 hores i mitja vuit vegades a la setmana. A l'estiu, va ser massa dur per Lawrence aguantar la calor del teatre, i la seva suplent Constance Carpenter començà a reemplaçar-la a les funcions de matiné. A la tardor, Lawrence es recuperà i tornà a complir tot el programa, però per Nadal estava lluitant contra la pleuritis i patia d'esgotament. Ingressà a l'hospital per a una setmana de proves. Just nou mesos abans de la seva mort, el càncer encara no se li havia detectat. Al febrer de 1952 una bronquitis la va fer caure una altra setmana, i Richard Aldich, marit de Lawrence, preguntà a Rodgers i Hammerstein si podrien considerar tancar l'espectacle durant la setmana de Pasqua perquè es recuperés completament. Denegaren la seva petició, però acordaren substituir-la per l'Annie d'''Oklahoma!'' original, Celeste Holm, durant sis setmanes durant l'estiu. Durant tres mesos el 1952, Alfred Drake substituí Brynner. Mentrestant, les funcions de Lawrence es deterioraven, i feien que el públic es mostrés inquiet. Rodgers i Hammerstein prepararen una carta, mai lliurada, advertint-la que "està perdent el respecte de 1.500 persones vuit vegades a la setmana."
A finals d'agost, Lawrence va desmaiar-se després d'una matiné i va ser ingressada a l'Hospital de Nova York, on li diagnosticaren que patia d'hepatitis. El seu fillol, Dr. Bill Cahan, sospità que un càncer hepàtic podia ser un diagnòstic més acurat, i a primera hora del 6 de setembre van fer-li una biòpsia del seu fetge. Lawrence va caure en coma i va morir aquell mateix dia, amb només 54 anys. L'autòpsia revelà que el diagnòstic de càncer de fetge havia estat correcte. El dia del seu funeral va cancel·lar-se la funció de The King and I, i els llums de Broadway i del West End van apagar-se. Va ser enterrada amb el vestit de ball que lluïa durant el segon acte. Carpenter assumí el paper d'Anna i el representà en 620 funcions. Entre la resta d'Annes que hi van intervenir, a més de Holm, trobem Annamary Dickey i Patricia Morison. Un jove actor, Sal Mineo, començà com a extra, passà a ser suplent d'un dels joves prínceps, fins a arribar a ser el suplent del Príncep Hereu Chulalongkorn. Mineo començà una amistat i relació de treball amb Brynner que s'estendria durant una dècada.
A continuació seguí una gira pels Estats Units que durà un any i mig, i Brynner i Morison s'afegiren a la companyia en gira quan l'obra tancà al St. James Theatre. Tot i que Brynner presumí que mai no s'havia perdut cap espectacle, la realitat és que se'n perdé diversos, una vegada quan un dels tramoies el colpejà accidentalment al nas amb una peça de l'escenari i en una altra ocasió a causa d'una apendicitis.

### Producció original de Londres
La producció original de Londres s'estrenà el 8 d'octubre de 1953 al Theatre Royal Drury Lane, on va ser calorosament rebuda tant per la crítica com pel públic; i es va representar en 946 ocasions. El musical va ser redirigit per Jerome Whyte. El repartiment presentava Valerie Hobson, al seu darrer paper, com Anna; Herbert Lom com el rei', i Muriel Smith com Lady Thiang. Martin Benson interpretà el Kralahome, paper que reprendria a la pel·lícula. Eve Lister va substituir Hobson, i George Pastell substituí Lom.

### Primers revivals
El primer revival a Nova York va ser fet per la New York City Center Light Opera Company entre abril i maig de 1956 durant tres setmanes, protagonitzat per Jan Clayton i Zachary Scott i dirigit per John Fearnley, amb la coreografia de Jerome Robbins readaptada per June Graham. Muriel Smith va tornar a fer el seu paper de Lady Thiang, i Patrick Adiarte repetí el seu paper de Chulalongkorn. La companyia presentà el musical de nou al maig de 1960 amb Barbara Cook i Farley Granger, de nou dirigits per John Fearnley; Joy Clements interpretà Tuptim, i Anita Darian va ser Lady Thiang. City Center presentà de nou el musical al juny de 1963 amb Eileen Brennan i Manolo Fabregas, dirigits per Fearnley. Clements i Darian van repetir com Tuptim i Thiang. Michael Kermoyan interpretà el rei amb Constance Towers a la darrera producció feta per la City Center Light Opera per tres setmanes al maig de 1968. Anita Darian de nou interpretà Lady Thiang. Per a totes aquestes produccions, la coreografia de Robbins va ser reproduïda per Yuriko, que havia interpretat Eliza a la producció original de Broadway, repetint el paper a les produccions del City Center.
El Music Theatre del Lincoln Center, amb Rodgers com a productor, estrenà el musical al juliol de 1964 al New York State Theatre, protagonitzada per Risë Stevens i Darren McGavin, i amb Michael Kermoyan com el Kralahome. Tuptim i Thiang van ser interpretats per Lee Venora i Patricia Neway. El vestuari era d'Irene Sharaff, que ja havia dissenyat el vestuari de la producció original i la pel·lícula. Va ser dirigida per Edward Greenberg, i Yuriko tornà a reproduir la producció de Robbins. Aquesta va ser la primera producció del Music Theatre, i es representà només durant cinc setmanes.
The King and I tornà a estrenar-se a l'Adelphi Theatre de Londres el 10 d'octubre de 1973 i se'n van representar 260 funcions, amb Sally Ann Howes com Anna i Peter Wyngarde com el rei. Roger Redfarn va dirigir-la, i Sheila O'Neil va coreografiar-la. La producció començà al juny de 1973 amb una gira per Anglaterra. Va tenir gires variades, i tancà el 25 de maig de 1974.

### Brynner torna al paper
A inicis de 1976, Brynner rebé una oferta dels productors Lee Gruber i Shelly Gross per protagonitzar un revival de The King and I. Brynner arribà a un acord amb ells i passà durant molt de temps d'inicis de 1976 preparant el paper que havia creat. La gira nacional pels Estats Units de The King and I s'estrenà el 26 de juliol de 1976 a Los Angeles, amb Constance Towers reprenent el seu paper d'Anna. La nit de l'estrena, Brynner patia de laringitis i va haver de moure els llavis mentre el seu fill Rock cantava el personatge des del fossar de l'orquestra. La producció viatjà pels Estats Units i va esgotar les entrades a totes les ciutats on anava, fins que estrenà a l'Uris Theatre de Nova York el 2 de maig de 1977. La producció presentà Martin Vidnovic com Lun Tha, i Susan Kikuchi ballà el paper d'Eliza, recreant el paper que la seva mare, Yuriko, havia creat. June Angela interpretà Tuptim. Yuriko, a més, dirigí la producció i recreà la coreografia de Robbins. Michael Kermoyan tornà a interpretar el Kralalome, i Rebecca West ballà el paper de Simon de Legree. Sharaff dissenyà de nou el vestuari. Angela Lansbury substituí a Towers, i Kermoyan substituí a Brynner durant tres setmanes; i es representà en 696 funcions durant gairebé dos anys.
Brynner insistí que es fessin remodelacions a l'Uris Theatre abans d'actuar allà, afirmant que abans que comencessin els treballs, l'Uris semblava "un urinari públic". Brynner, que havia de passar una bona part del seu temps al teatre, insistí que els vestuaris estiguessin a la seva satisfacció. D'acord amb el seu biògraf Michelangelo Capua, durant anys els que actuaven a l'Uris agraïren Brynner per tenir unes instal·lacions netes darrere l'escenari. La gira va estendre's durant 1979, després de l'estada a Nova York, amb Towers com a Anna.

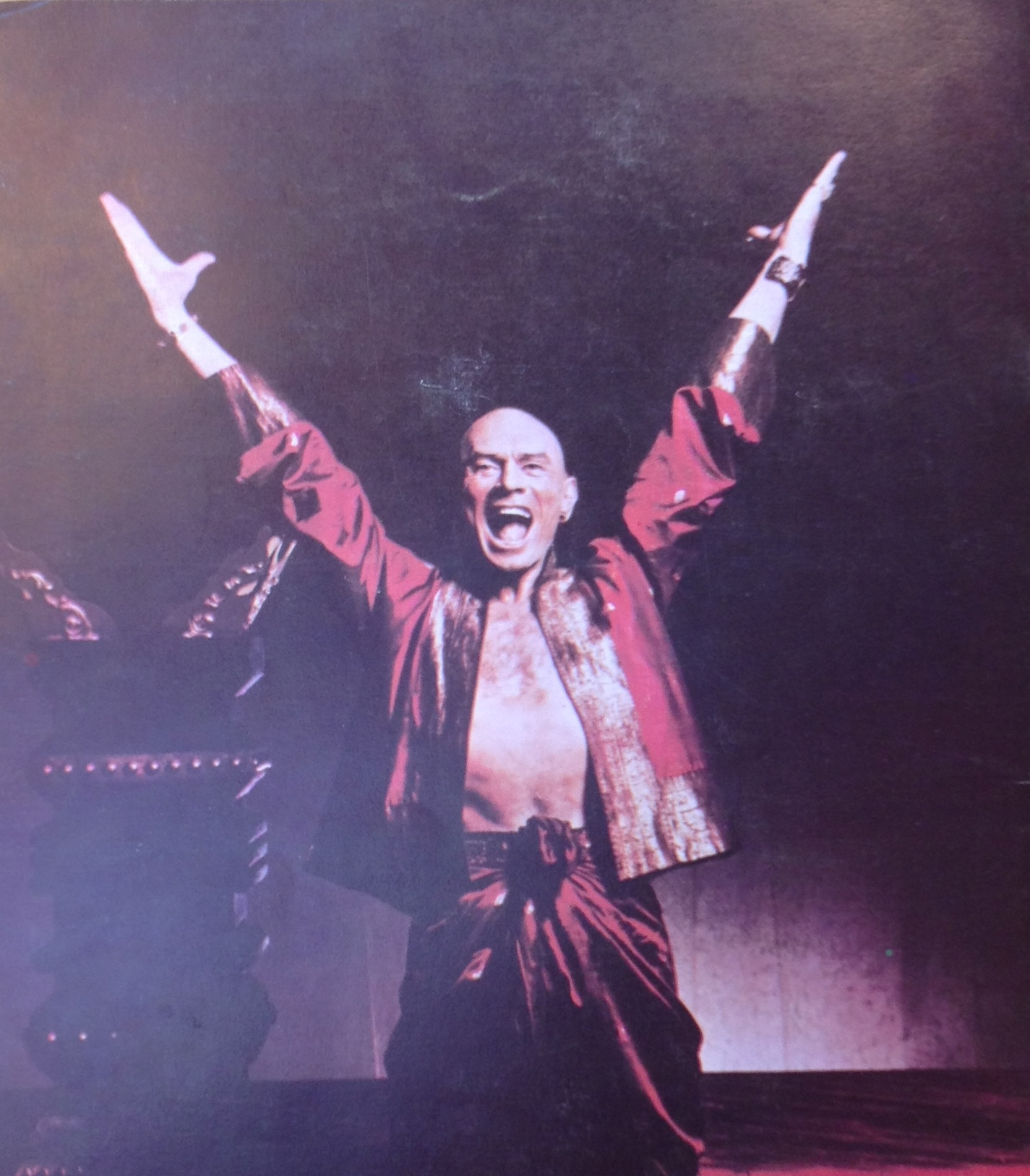
Yul Brynner a la producció de 1977

La producció s'estrenà al London Palladium del West End el 12 de juny de 1979, i va vendre anticipadament les entrades fins a l'octubre, la qual cosa la va convertir en la que va aconseguir la major venda anticipada a Anglaterra a la història. Brynner afirmà que "no és una obra de teatre, és tot un esdeveniment". Virginia McKenna la protagonitzà com a Anna, i va guanyar un Premi Olivier per la seva actuació. June Angela repetí com a Tuptim, i John Bennett va ser el Kralahome. Va representar-se fins al 27 de setembre de 1980.
Brynner només va descansar uns mesos després que finalitzés l'estada a Londres per tornar a interpretar el personatge des d'inicis de 1981 en una nova gira pels Estats Units amb la mateixa producció, que tornà a acabar a Broadway. La gira tenia a Mary Beth Peil com Anna, Patricia Welch com a Tuptim i Irma-Estel LaGuerre com a Lady Thiang. El 13 de setembre de 1983, a Los Angeles, Brynner celebrà la seva funció 4.000 en la qual interpretava el seu paper del rei; i aquell mateix dia se li diagnosticà un càncer de pulmó terminal. La gira arribà a Broadway el gener de 1985, i es va representar en 191 funcions al Broadway Theatre amb Peil com a Anna, Welch com a Tuptim i LaGuerre com a Thiang, abans d'acabar amb un espectacle especial el diumenge 30 de juny de 1985 en honor de Brynner. Durant la darrera estada de Brynner, la part d'Eliza va ser interpretada per la seva quarta esposa, Kathy Lee Brynner. Va ser dirigida per Mitch Leigh, i la coreografia de Robbins va ser reproduïda per Rebecca West, que també ballà el paper de Simon de Legree, com havia fet al Uris al 1977. Brynner va rebre un Tony Especial pel seu paper com a rei. D'acord amb Theodore Chapin, president de la Rodgers & Hammerstein Organization, "en aquells moments Brynner havia realitzat la seva 4.625 i darrera interpretació a Nova York; i ni es mencionava ni apareixia a les fotografies de la façana del teatre l'actriu que interpretava Mrs. Anna". Chapin també fa menció al fet que Piel va ser nominada merescudament al Tony com a Millor Actriu de Repartiment de Musical com a Anna, una mostra de fins a quin punt Brynner s'havia fet seva l'obra. Brynner va morir quatre mesos després del final de l'obra, el 10 d'octubre de 1985.

### De 1991 al 2001
La primera gran producció que abandonà la posada en escena original va ser la dirigida a Austràlia per Christopher Renshaw el 1991, protagonitzada per Hayley Mills com a Anna. La producció tenia una escenografia siamesa més sinistre, una Anna menys elegant però més i un rei més jove (Tony Marinyo). L'atracció entre el rei i Anna era explícita; i Renshaw també se centrà en els elements espirituals de l'obra i va demanar als coreògrafs Lar Lubovitch i Jerome Robbins que creessin un ballet "espiritual" per a l'entrada del rei al primer acte; i una processó amb un elefant blanc per al segon acte. Renshaw afirmà que intentà adaptar el musical al punt de vista oriental, car als 50, "l'orientalisme era vist com quelcom exòtic més que no pas una comprensió autèntica d'una cultura particular... Des de llavors hi ha hagut una major comprensió i respecte."
La producció es traslladà a Broadway i es va representar 781 vegades. S'estrenà l'11 d'abril de 1996 al Neil Simon Theatre, protagonitzada per Lou Diamond Phillips com a rei i Donna Murphy com a Anna (que guanyà un Premi Tony per la seva actuació), amb Randall Duk Kim com el Kralaholme, Jose Llana com Lun Tha, Joohee Choi com Tuptim i Taewon Kim com Lady Thiang. La producció guanyà el Premi Drama Desk pel Revival Més Destacat i va ser nominada a 8 Premis Tony, dels quals en guanyà 5 (incloent-hi el de Millor Revival). Tant el llibret com la partitura van ser revisats i adaptats. D'acord amb Renshaw, "els vermells i els daurats eren molt més inspirats que el que vàrem veure al Gran Palau de Bangkok". L'escenari estava dividit per columnes d'elefants, i un gran Buda maragda dominava el primer acte. Renshaw també demanà a l'equip creatiu que enllacessin centenars d'elefants al seu treball: "L'elefant és vist com una criatura molt santa. A Tailàndia creuen que l'esperit de Buda sovint resideix en la forma d'un elefant". El paper d'Anna també va ser interpretat per Marie Osmond i per Faith Prince. La producció inicià una gira pels Estats Units amb Osmond i Victor Talmadge; i entre les Annes de la gira hi va haver Sandy Duncan, Stefanie Powers i Maureen McGovern.
El 3 de maig del 2000 s'estrenà al London Palladium una producció basada en el revival de Broadway, també dirigida per Renshaw i coreografiada per Lubovitch, i amb els dissenys de Kirk i Thomson. S'informà que va ingressar £8 milions en vendes avançades d'entrades. El repartiment incloïa Elaine Paige com a Anna i Jason Scott Lee com el Rei, amb Sean Ghazi com Luan Tha i Saeed Jaffrey com el Kralahome. Lady Thiang de nou va ser interpretada per Taewon Kim, de qui The Observer va escriure: "el seu 'Something Wonderful', simplement va ser així". Durant la temporada, Lee va ser substituït com el rei per Paul Nakauchi. Al maig del 2001, Josie Lawrence començà a interpretar el paper. L'espectacle tancà el 5 de gener del 2002.

### Del 2004 al present
El 2004 començà una nova gira pels Estats Units, dirigida per Baayork Lee (que va aparèixer a la producció original amb només 5 anys), reproduint el muntatge original. Sandy Duncan va interpretar Anna de nou, mentre que Martin Vidnovic interpretà el rei (havia interpretat Lun Tha a la producció de Broadway de 1977 i doblà la pel·lícula animada del 1999). Stefanie Powers rellevà Duncan durant el 2005. Jeremy Sams dirigí una versió del musical interpretada al juny del 2009 al Royal Albert Hall, protagonitzada per Maria Friedman and Daniel Dae Kim.
The King and I segueix sent una elecció popular al món del teatre aficionat.

## Versions cinematogràfiques
El 1956 es filmà el musical, amb Brynner recreant el seu personatge, davant Deborah Kerr, que interpretà Anna. La pel·lícula guanyà 5 premis Oscar i en va ser nomenada a quatre més. Brynner guanyà l'Oscar al millor actor, i Kerr va ser nominada com a millor actriu. Sharaff guanya el de Millor Vestuari. La pel·lícula va ser dirigida per Walter Lang (també nominat a l'Oscar) i coreografiat per Robbins. Marni Nixon doblà Kerr cantant, Rita Moreno interpretà Tuptim, i entre intèrprets notables hi havia Adiarte com Chulalongkorn i Benson com el Kralahome, que repetien els seus papers teatrals; com també van fer-ho els ballarins Yuriko i de Lappe. Alan Mowbray interpretà l'Ambaixador Britànic, mentre que Sir Edward Ramsey (degradat a ajudant de l'Ambaixador) va ser interpretat per Geoffrey Toone. La pel·lícula va ser fidel a la versió teatral, i encara que s'eliminaren algunes cançons, les crítiques van ser entusiastes. Thomas Hischak, al seu The Rodgers and Hammerstein Encyclopedia, afirma: "En general, tothom està d'acord que [la pel·lícula] és la millor adaptació al cinema de qualsevol musical de R&H".
RichCrest Animation Studios i Morgan Creek Productions presentà una adaptació animada del musical el 1999. Però malgrat fer servir algunes de les cançons i dels personatges, la història no està relacionada amb la versió de Rodgers i Hammerstein. Dirigida cap als nens, l'adaptació incloïa personatges animals, fins i tot un drac. Entre els dobladors hi havia Miranda Richardson, Christiane Noll (Anna), Martin Vidnovik (el rei), Ian Richardson (el Kralahome) i Adam Wylie (Louis). A Hischak no li agradà la pel·lícula, però en lloà les veus, subratllant que una compensació de la pel·lícula és sentir Barbara Streisand cantant "Something Wonderful", a més de dues cançons més. Afirmà que "sorprèn més pensar que la Rodgers & Hammerstein Organization permetés que es fes" i que "els nens han gaudit de "The King an I" durant 5 dècades sense que sortissin dracs ballarins".

## Música i enregistraments

### Tractament musical

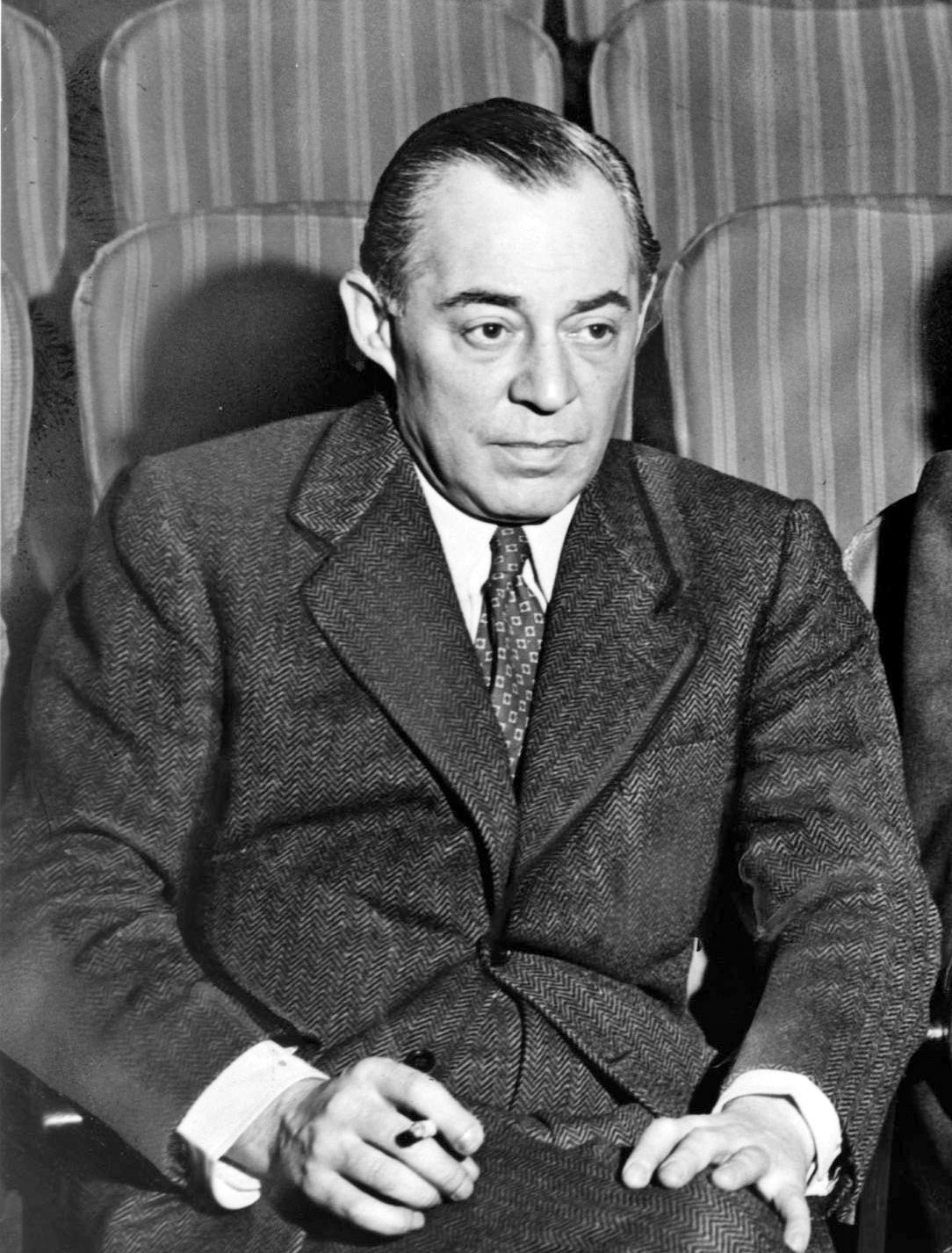
Richard Rodgers

A la seva música, Rodgers internà donar un aire asiàtic a les seves cançons. Es veu principalment als darrers instants de "A Puzzlement", la melodia de flauta que emmarca "We Kiss in a Shadow", i els acords exòtics 6/2 que donen forma a "My Lord and Master". Gran part de la música asiàtica quedà per a la música incidental. La música per "The Small House of Uncle Thomas" majoritàriament no va ser escrita per Rodgers, sinó per l'arranjador de la música de ball Trude Rittmann, tot i que hi apareixen "Hello, Young Lovers" i "A Puzzlement".
Abans de Rodgers i Hammerstein, el compàs AABA per cançons havia esdevingut estàndard, però ho variaren a diverses de les cançons de The King and I. "I Have Dreamed" és gairebé una repetició contínua de variacions del mateix tema, fins al final, quan es culmina amb una altra melodia. Les cinc primeres notes (un triplet i dos quarter notes) de "Getting To Know You" també porten la melodia per la tonada. D'acord amb Mordden, aquest rebuig d'acceptar les formes convencionals és un motiu "why their frequently heard scores never lose their appeal. They attend to situation and they unveil character, but also, they surprise you."
D'acord amb el biògraf de Rodgers William Hyland, la banda sonora de The King and I està molt més lligada a l'acció que la de South Pacific, "que està formada simplement de cançons per entretenir." Per exemple, a la primera cançó mostra el temor d'Anna d'entrar a una terra estranya amb el seu fill petit, però la feliç melodia també expressa la seva decisió a mantenir l'ànim alt. Hyland també cita "Hello, Young Lovers", una balada arquetípica de Rodgerds: simple, amb només dos acords als primers vuit compassos, però movent-se amb franquesa.

### Enregistraments
L'enregistrament del repartiment original de Broadway va ser publicat per Decca Records. Mentre que John Kenrick l'admira per les actuacions de la parella secundària, Larry Douglas i Doretta Morrow, i per la tendresa de l'actuació de Lawrence, assenyala que "Shall We Dance" va ser retallada, i que no hi ha veus infantils (el cor de "Getting to Know You" va ser fet per adults). Hischak comenta que a l'enregistrament de la versió de Londres, la veu de Valerie Hobsonno és més potent que la de Lawrence i que el millor és la versió de "Something Wonderful", cantada per Muriel Smith, en un disc amb massa talls. Diu que les cançons d'Anna estan "ben resoltes" per Marni Nixon a la versió de la pel·lícula i jutja l'enregistrament com a vocalment satisfactori. Kenrick el descriu com un "calaix de sastre" que inclou diverses cançons que van ser eliminades de la pel·lícula. Aplaudeix Nixon, però el repartiment secundari no li fa el pes, i suggereix veure la pel·lícula per la seva esplendor visual.
Kenrick recomana l'enregistrament del repartiment del Lincoln Center de 1964 (la primera vegada en què s'enregistrà "The Small House of Uncle Thomas"), remarcant les actuacions de Risë Stevens com Anna i Patricia Neway com Lady Thiang. Com que aquesta inclusió era especialment notable, i la tecnologia dels LP limitaven la seva extensió a només 50 minuts, la inclusió del ballet comportava l'exclusió d'altres números. Kenrick també lloa l'enregistrament del revival de 1977, jutjant-lo com la millor actuació de Brynner, qualificant de "gran" a Towers, i a Martin Vidnovic, June Angela i a la resta del repartiment secundari com a "fabulosos", tot i que lamentava l'omissió del ballet. Hischak diu que alguns poden preferir a Brynner als seus primers enregistraments, quan era "més vibrants". Kenrick recomana l'enregistrament d'Angel de 1992, amb Julie Andrews com a Anna, afirmant que és "pura màgia" en un paper que mai no va interpretar en escena. L'enregistrament del revival de Broadway de 1996 va ser aplaudit per Kenrick per l'actuació de les seves dues estrelles, afirmant que Lou Diamond Phillips és "aquella raresa, un Rei que està lliure de l'ombra de Brynner". Hischak troba que la banda sonora de la pel·lícula animada de 1999 amb Christiane Noll com a Anna i Martin Vidnovic com el Rei, així com Barbra Streisand cantant alguns temes, és més lloable que la mateixa pel·lícula, mentre que l'únic ús d'aquell CD és com a coaster.

## Premis i nominacions

### Producció Original de Broadway
| Any  | Premi      | Categoria                              | Nominat           | Resultat   |
| ---- | ---------- | -------------------------------------- | ----------------- | ---------- |
| 1952 | Premi Tony | Millor Musical                         | Millor Musical    | GUANYADOR  |
| 1952 | Premi Tony | Millor Actriu Protagonista de Musical  | Gertrude Lawrence | GUANYADORA |
| 1952 | Premi Tony | Millor Actor de Repartiment de Musical | Yul Brynner       | GUANYADOR  |
| 1952 | Premi Tony | Millor Escenografia de Musical         | Jo Mielziner      | GUANYADOR  |
| 1952 | Premi Tony | Millor Vestuari                        | Irene Sharaff     | GUANYADORA |

### Revival de Broadway 1977
| Any  | Premi            | Categoria                          | Nominat              | Resultat |
| ---- | ---------------- | ---------------------------------- | -------------------- | -------- |
| 1977 | Premi Drama Desk | Musical Més Destacat               | Musical Més Destacat | nominat  |
| 1977 | Premi Drama Desk | Actor Més Destacat en un Musical   | Yul Brynner          | nominat  |
| 1977 | Premi Drama Desk | Actriu Més Destacada en un Musical | Angela Lansbury      | nominada |

### Revival de Londres 1979
| Any  | Premi                   | Categoria                | Nominat          | Resultat   |
| ---- | ----------------------- | ------------------------ | ---------------- | ---------- |
| 1979 | Premis Laurence Olivier | Millor Actriu de Musical | Virginia McKenna | GUANYADORA |

### Revival de Broadway 1985
| Any  | Premi      | Categoria                               | Nominat        | Resultat  |
| ---- | ---------- | --------------------------------------- | -------------- | --------- |
| 1985 | Premi Tony | Premi Tony Especial                     | Yul Brynner    | GUANYADOR |
| 1985 | Premi Tony | Millor Actriu de Repartiment de Musical | Mary Beth Peil | nominada  |
| 1985 | Premi Tony | Millor Direcció de Musical              | Mitch Leigh    | nominat   |

### Revival de Broadway 1996
| Any  | Premi            | Categoria                               | Nominat                         | Resultat  |
| ---- | ---------------- | --------------------------------------- | ------------------------------- | --------- |
| 1996 | Premi Drama Desk | Revival de Musical Més Destacat         | Revival de Musical Més Destacat | GUANYADOR |
| 1996 | Premi Drama Desk | Actor Més Destacat en un Musical        | Lou Diamond Phillips            | nominat   |
| 1996 | Premi Drama Desk | Actriu Més Destacada en un Musical      | Donna Murphy                    | nominat   |
| 1996 | Premi Drama Desk | Direcció Més Destacada d'un Musical     | Christopher Renshaw             | GUANYADOR |
| 1996 | Premi Drama Desk | Escenografia Més Destacada              | Brian Thomson                   | GUANYADOR |
| 1996 | Premi Drama Desk | Vestuari Més Destacat                   | Roger Kirk                      | GUANYADOR |
| 1996 | Premi Drama Desk | Il·luminació Més Destacada              | Nigel Levings                   | nominat   |
| 1996 | Premi Tony       | Millor Revival de Musical               | Millor Revival de Musical       | GUANYADOR |
| 1996 | Premi Tony       | Millor Actor Protagonista de Musical    | Lou Diamond Phillips            | nominat   |
| 1996 | Premi Tony       | Millor Actriu Protagonista de Musical   | Donna Murphy                    | GUANYADOR |
| 1996 | Premi Tony       | Millor Actriu de Repartiment de Musical | Joohee Choi                     | nominat   |
| 1996 | Premi Tony       | Millor Direcció de Musical              | Christopher Renshaw             | nominat   |
| 1996 | Premi Tony       | Millor Escenografia de Musical          | Brian Thomson                   | GUANYADOR |
| 1996 | Premi Tony       | Millor Vestuari                         | Roger Kirk                      | GUANYADOR |
| 1996 | Premi Tony       | Millor Il·luminació                     | Nigel Levings                   | GUANYADOR |

### Revival de Londres 2000
| Any  | Premi                   | Categoria                                             | Nominat                | Resultat |
| ---- | ----------------------- | ----------------------------------------------------- | ---------------------- | -------- |
| 2001 | Premis Laurence Olivier | Millor Revival Musical                                | Millor Revival Musical | nominat  |
| 2001 | Premis Laurence Olivier | Millor Actuació en un Paper de Repartiment de Musical | Taewon Yi Kim          | nominat  |
| 2001 | Premis Laurence Olivier | Millor Escenografia                                   | Brian Thomson          | nominat  |
| 2001 | Premis Laurence Olivier | Millor Vestuari                                       | Roger Kirk             | nominat  |